# جيفري كوي
جيفري كوي هو سياسي أمريكي، ولد في 6 أكتوبر 1951 في شامبرسبورغ في الولايات المتحدة، وتوفي في 4 يونيو 2018 في شيبنسبورغ في الولايات المتحدة. نشط حزبياً في الحزب الديمقراطي. وقد انتخب عضو مجلس نواب بنسيلفانيا ‏.